# SummerSlam (2009)
SummerSlam 2009 est le 22e SummerSlam, une manifestation annuelle de catch télédiffusée uniquement en paiement à la séance et produite par la World Wrestling Entertainment. Il s'est déroulé le 23 août 2009 au Staples Center à Los Angeles en Californie.
Pour la première fois à la WWE un Fan Axxess a été organisé les 22 et 23 août au Nokia Plaza de L.A jusqu'ici les Fan Axxess étaient seulement organisés pour les WrestleMania.

## Contexte
Les Pay-Per-View de la World Wrestling Entertainment sont généralement constitués de matchs justifiés par des rivalités ou qualifications survenues dans les différents shows de la WWE : RAW, SmackDown, ECW et WWE Superstars. Les évènements cités ci-dessous se déroulent entre Night of Champions 2009 et SummerSlam 2009.
Les scénarios ici présentés sont la version des faits telle qu'elle est présentée lors des émissions télévisées. Ils respectent donc le Kayfabe de la WWE.

### Randy Orton contre John Cena pour le WWE Championship
Après avoir perdu sa chance de devenir WWE Champion à Night of Champions 2009, John Cena devient challenger pour le titre en battant The Miz dans un Beat the clock match le 27 juillet à RAW.

### Chris Jericho et Big Show contre Cryme Tyme pour le WWE Unified Tag Team Championship
Après avoir gagné face à The Hart Dynasty à SmackDown le 31 juillet, Cryme Tyme obtient un match de championnat contre The Big Show et Chris Jericho pour les WWE Unified Tag Team Championship à SummerSlam.

### Jeff Hardy contre CM Punk pour le World Heavyweight Championship
Le 7 août CM Punk utilisa sa clause de rematch contre Jeff Hardy mais les deux commencèrent à se battre avant que la cloche ne sonne alors Vince McMahon annonce qu'il y aura un Spécial Guest Enforcer en la personne de Matt Hardy. Durant ce match alors que CM Punk allait gagner, Matt Hardy enleva l'arbitre du ring ce qui a permis à Jeff de faire le tombé et de conserver son titre. Après ce match CM Punk demanda à Teddy Long une revanche, il lui dit que ce sera un Tables, Ladders & Chairs match à SummerSlam.

### Rey Mysterio contre Dolph Ziggler pour l'Intercontinental Championship
Après avoir perdu à Night of Champions 2009 Dolph Ziggler obtient un match de championnat le 7 août en remportant un fatal-4-way contre Finlay, Mike Knox et R-Truth.

### D-Generation X contre The Legacy
Triple H, fatigué du fait que Cody Rhodes et Ted DiBiase Jr. viennent interférer dans ses matchs en faveur de Randy Orton, décident d'entamer une rivalité contre ces derniers. Se jugeant trop vieux pour les combattre seul, il décida de reformer la D-Generation X avec Shawn Michaels.
Après la reformation de la D-Generation X le 10 août à RAW, Triple H et Shawn Michaels obtiennent un Tag Team match à SummerSlam contre les deux membres de The Legacy.

### The Great Khali contre Kane
Lors de The Bash 2009, Kane vient attaquer le Great Khali durant son match face à Dolph Ziggler. Les semaines suivantes chacun s'interpose dans les combats de l'autre. Lors du SmackDown du 14 août, Kane séquestre Ranjin Singh, le manager et traducteur du Great Khali.

### MVP contre Jack Swagger
Après l'arrivée de Jack Swagger à RAW, il entame une rivalité avec MVP qui dure plusieurs semaines pendant lesquelles les deux catcheurs interviennent dans les match de l'autre.

### Christian contre Regal pour le ECW Championship
Lors du show de la ECW du 18 août, Regal participe à un Tag Team Match avec Vladimir Kozlov contre Tommy Dreamer et Christian, ils remportent le match et Regal devient le challenger numéro 1 pour le ECW Championship.

## Tableau des résultats
| #                                                                | Match | Stipulation                                              | Durée |
| ---------------------------------------------------------------- | --- | -------------------------------------------------------- | ----- |
| Dark                                                             | Beth Phoenix bat Alicia Fox, Gail Kim, Jillian, Kelly Kelly, Mickie James, Rosa Mendes, Eve, Layla, Melina, Natalya, Brie Bella, Nikki Bella et Katie Lea Burchill (avec Chavo Guerrero en arbitre spécial) | 15 Divas Battle Royal                                    | 4:09  |
| 1                                                                | Rey Mysterio (c) bat Dolph Ziggler | Match Simple pour le WWE Intercontinental Championship   | 12:26 |
| 2                                                                | MVP bat Jack Swagger | Match Simple                                             | 6:22  |
| 3                                                                | Jeri-Show (Chris Jericho et Big Show) (c) battent Cryme Tyme | Tag Team Match pour le WWE Unified Tag Team Championship | 9:42  |
| 4                                                                | Kane bat The Great Khali | Match Simple                                             | 5:56  |
| 5                                                                | D-Generation X battent The Legacy | Tag Team Match                                           | 20:02 |
| 6                                                                | Christian (c) bat William Regal | Match Simple pour l'ECW Championship                     | 0:08  |
| 7                                                                | Randy Orton (c) bat John Cena | Match Simple pour le WWE Championship                    | 20:44 |
| 8                                                                | CM Punk bat Jeff Hardy (c) | TLC Match pour le WWE World Heavyweight Championship     | 21:34 |
| (c) désigne le(s) champion(s) défendant son titre dans le match. | |                                                          |       |